# Ямник (Крань)
'Ямник (словен. Jamnik) — поселення в общині Крань, Горенський регіон, Словенія. Висота над рівнем моря: 830,2 м.